# Gagnefs landskommun
Gagnefs landskommun var en tidigare kommun i dåvarande Kopparbergs län (numera Dalarnas län).

## Administrativ historik
I Gagnefs socken i Dalarna inrättades denna kommun år 1863.
Landskommunen ingår sedan 1971 i Gagnefs kommun.

### Kyrklig tillhörighet
I kyrkligt hänseende tillhörde kommunen Gagnefs församling och Mockfjärds församling.

## Kommunvapen
Blasonering: I rött fält ett av vågskuror bildat gaffelkors av guld.
Vapnet fastställdes 1946.

## Geografi
Gagnefs landskommun omfattade den 1 januari 1952 en areal av 418,60 km², varav 401,10 km² land.

### Tätorter i kommunen 1960
| Tätort      | Folkmängd |
| ----------- | --------- |
| Mockfjärd   | 902       |
| Gagnef      | 495       |
| Nordanholen | 393       |
| Bäsna       | 391       |
| Mjälgen     | 369       |
| Djurmo      | 345       |
| Sifferbo    | 235       |
| Brötjärna   | 234       |
| Djurås      | 208       |

Tätortsgraden i kommunen var den 1 november 1960 60,4 procent.

## Politik

### Mandatfördelning i valen 1938-1966
| 17 | 6 | 5 | 2 |

| 30 |

| 16 | 9 | 4 |  |

| 30 |

| 15 |  | 10 | 4 |

| 29 |

| 16 | 8 | 6 |

| 30 |

| 17 | 7 | 5 |  |

| 30 |

| 16 | 8 | 4 | 2 |

| 29 |

| 16 | 9 | 4 |  |

| 29 |

|  | 13 | 11 | 3 |  |  |

| 29 |